# Пею Янчев
Пею Алексиев Янчев е български офицер, генерал-майор.

## Биография
Роден е на 7 октомври 1931 г. в бургаското село Богданово. Завършва средното си образование в град Средец. По-късно завършва Военното училище в София и Военната академия в София. В периода 1971 – 1975 г. служи в оперативния отдел на трета българска армия. През 1975 г. става началник-щаб на седма мотострелкова дивизия. Впоследствие е заместник-командир по бойната подготовка и временно изпълняващ длъжността командир на седма мотострелкова дивизия в Ямбол (1980 – 1981). От 1982 до 1985 г. е в Командването на Сухопътните войски в София. В периода 1 октомври 1985 – 30 декември 1991 е началник на Висшето народно военно училище „Васил Левски“ във Велико Търново. Излиза в запаса през 1992 г. Умира на 8 септември 2009 г. в Сливен.